# Mimela hauseri
Mimela hauseri är en skalbaggsart som beskrevs av Ohaus 1943. Mimela hauseri ingår i släktet Mimela och familjen Rutelidae. Inga underarter finns listade i Catalogue of Life.